# 蒲澤
蒲澤（1505年—？），字仁伯，號孟山，陝西西安府咸寧縣（今屬西安市）人，明朝政治人物。

## 生平
嘉靖十年辛卯科（1531年）陝西鄉試第十一名舉人。嘉靖十四年（1535年）乙未科進士。历官至刑部署郎中，嘉靖二十一年十二月升山西按察司僉事。二十六年十一月被革职閑住。

## 家族
曾祖蒲彥清；祖父蒲壽；父蒲隆。母王氏；繼母曹氏。严侍下。兄海、源。